# Hilgertshausen-Tandern
Hilgertshausen-Tandern är en kommun i Landkreis Dachau i Regierungsbezirk Oberbayern i förbundslandet Bayern i Tyskland.
Den tidigare kommunen Oberdorf uppgick i Tandern 1 januari 1971, följt 1 januari 1976 av Randelsried och slutligen 1 maj 1978 av Hilgertshausen. Namnet ändrades 1 august 1980 från Tandern till det nuvarande.